# آلیسیا کوپولا
آلیسیا کوپولا (به انگلیسی: Alicia Coppola) (زاده ۱۲ آوریل ۱۹۶۸) بازیگر آمریکایی است. وی در هانتینگتون زاده شد و در سال ۱۹۸۶ از مدرسه کنت در کنتیکت ، فارغ التحصیل شد و در سال ۱۹۹۰ کارشناسی خود را از دانشگاه نیویورک گرفت. از فیلم‌های معروف او می‌توان به بازی در فیلم گنجینه ملی: کتاب رمز اشاره کرد. وی خواهر متیو کوپولا و دختر عموی دنیس دی نووی از تهیه کنندگان سینمای آمریکا است.

## فعالیت حرفه ای
کاپولا فعالیت حرفه ای خود را با حضور در نقش میزبان در نمایش بازی کنترل از راه دور در ام‌تی‌وی آغاز کرد. در سال ۱۹۹۱ ، او با بازی در نقش لورنا دوون، دختر دلفریب شخصیت محبوب فلیشیا گالانت ، به گروه بازیگران سریالهای دنیایی دیگر پیوست. وی تا سال ۱۹۹۴ در این سریال به عنوان یک نقش ثابت می کرد.